# Geoffrey Dernis
Geoffrey Dernis, né le 24 décembre 1980 à Grande-Synthe en France, est un ancien footballeur français.
Évoluant au poste de milieu de terrain puis d'attaquant, il commence sa carrière professionnelle au Lille OSC en 1998. Après trois saisons dans son club formateur et l'accession à la Division 1, il part pour l'ES Wasquehal durant deux saisons où il devient un attaquant aguerri. De retour au Lille OSC, il participe aux épopées européennes de 2005 et 2006, avant de rejoindre l'AS Saint-Étienne. Après trois saisons dans le Forez, il vient en renfort durant l'été 2009, récemment promu au Montpellier Hérault Sport Club avec lequel il passe trois saisons et remporte le titre de champion de France. En juillet 2012, laissé libre de tout contrat, il s'engage pour le Stade brestois.
Geoffrey Dernis possède déjà un joli palmarès avec notamment un titre de champion de France obtenu en 2012 ainsi qu'un titre de champion de France de Division 2 en 2000, un titre de vice-champion de France en 2005 et une victoire en Coupe Intertoto en 2004.

## Biographie

### Ses débuts dans le Nord
Il dispute son premier match en Division 1 le 17 février 2001 lors de la rencontre opposant l'EA Guingamp au Lille OSC (0-1).

### Son passage dans le Forez
Il signe avec l'AS Saint-Étienne en 2006, où il s'impose comme titulaire au sein de l’effectif stéphanois en étant notamment associé à Pascal Feindouno.
En 2009, il décide de quitter le Forez pour rejoindre le Montpellier HSC.

### Un nouveau défi à Montpellier
Peu utilisé lors de sa première saison dans l'Hérault, avec seulement 15 apparitions en championnat, il est barré à son poste par l'éclosion de jeunes tel Karim Aït-Fana ou Younès Belhanda. Il regagne la confiance de René Girard au cours de sa deuxième saison au club et aborde la saison 2011-2012 avec beaucoup d'envie en sachant qu'il pourra jouer sa carte notamment lors du départ des internationaux africains lors de la coupe d'Afrique des nations 2012.
Le 25 juin 2012, n'ayant pas d'offre de prolongation de la part de son club, il s'engage pour le Stade brestois sans indemnité de transfert.

## Statistiques
| Saison                | Club                  | Championnat           | Championnat | Championnat | Coupe nationale | Coupe nationale | Coupe de la Ligue | Coupe de la Ligue | Compétition(s) continentale(s) | Compétition(s) continentale(s) | Compétition(s) continentale(s) | Total | Total |
| Saison                | Club                  | Division              | M.          | B.          | M.              | B.              | M.                | B.                | Comp.                          | M.                             | B.                             | M.    | B.    |
| 1998 - 1999           | Lille OSC             | Division 2            | 5           | 0           | 1               | 1               | -                 | -                 | -                              | -                              | -                              | 6     | 1     |
| 1999 - 2000           | Lille OSC             | Division 2            | 3           | 0           | -               | -               | 1                 | 0                 | -                              | -                              | -                              | 4     | 0     |
| 2000 - 2001           | Lille OSC             | Division 1            | 2           | 0           | -               | -               | -                 | -                 | -                              | -                              | -                              | 2     | 0     |
| 2001 - 2002           | ES Wasquehal (prêt)   | Division 2            | 30          | 7           | -               | -               | 1                 | 0                 | -                              | -                              | -                              | 31    | 7     |
| 2002 - 2003           | ES Wasquehal (prêt)   | Ligue 2               | 32          | 4           | 3               | 2               | 2                 | 0                 | -                              | -                              | -                              | 37    | 6     |
| 2003 - 2004           | Lille OSC             | Ligue 1               | 19          | 1           | 1               | 0               | 1                 | 0                 | -                              | -                              | -                              | 21    | 1     |
| 2004 - 2005           | Lille OSC             | Ligue 1               | 24          | 3           | 1               | 0               | 2                 | 1                 | Int./C3                        | 5/3                            | 0/0                            | 35    | 4     |
| 2005 - 2006           | Lille OSC             | Ligue 1               | 21          | 1           | 2               | 1               | 1                 | 0                 | C1/C3                          | 6/4                            | 0/2                            | 34    | 4     |
| 2006 - 2007           | AS Saint-Étienne      | Ligue 1               | 28          | 1           | 1               | 0               | 1                 | 0                 | -                              | -                              | -                              | 30    | 1     |
| 2007 - 2008           | AS Saint-Étienne      | Ligue 1               | 29          | 7           | 1               | 1               | -                 | -                 | -                              | -                              | -                              | 30    | 8     |
| 2008 - 2009           | AS Saint-Étienne      | Ligue 1               | 25          | 1           | 1               | 0               | -                 | -                 | C3                             | 9                              | 1                              | 35    | 2     |
| 2009 - 2010           | Montpellier HSC       | Ligue 1               | 15          | 3           | 1               | 0               | -                 | -                 | -                              | -                              | -                              | 16    | 3     |
| 2010 - 2011           | Montpellier HSC       | Ligue 1               | 25          | 1           | 1               | 0               | 4                 | 0                 | -                              | -                              | -                              | 30    | 1     |
| 2011 - 2012           | Montpellier HSC       | Ligue 1               | 20          | 5           | 2               | 0               | 1                 | 0                 | -                              | -                              | -                              | 23    | 5     |
| 2012 - 2013           | Stade brestois        | Ligue 1               | 22          | 1           | 3               | 1               | -                 | -                 | -                              | -                              | -                              | 25    | 2     |
| 2013 - 2014           | Stade brestois        | Ligue 2               | 19          | 1           | 2               | 0               | 1                 | 0                 | -                              | -                              | -                              | 22    | 1     |
| Total sur la carrière | Total sur la carrière | Total sur la carrière | 309         | 34          | 17              | 6               | 15                | 1                 | -                              | 27                             | 3                              | 368   | 44    |

## Palmarès
Après des débuts difficiles en Division 2 puis Division 1 avec le Lille OSC et ce malgré un titre de champion de France de Division 2 en 2000, Geoffrey se fait remarquer lors de son passage à l'ES Wasquehal.
De retour dans son club formateur, il participe aux joutes européennes du Lille OSC en 2004 quand il remporte la Coupe Intertoto et en 2005 en participant à la Ligue des champions après avoir décroché le titre de vice-champion de France en 2005.
Après de belles années à l'AS Saint-Étienne avec notamment un beau parcours en Coupe UEFA 2008-2009, il relève un nouveau défi au Montpellier HSC avec lequel il participe à la finale de la coupe de la Ligue 2011, puis le 20 mai 2012, décroche le titre de champion de France malgré une saison teintée par une grave blessure.